# Hyperon
Een hyperon is in de deeltjesfysica een baryon dat minstens één strange-quark bevat. Door de aanwezigheid van een strange-quark onderscheidt men hyperons van de andere baryons, die de naam nucleonen (oftwel kerndeeltjes) dragen.
In de jaren 1950 werden de eerste hyperonen ontdekt. Het meeste onderzoek naar hyperonen gebeurde in Fermilab in Batavia (Illinois) met behulp van deeltjesversnellers.

## Samenstelling
Elk type hyperon is opgebouwd uit exact drie quarks, waarvan er één of meerdere strange quarks zijn. Aangezien hyperonen behoren tot de hadronen, worden hun quarks samengehouden door de sterke kernkracht.

## Lijst van hyperonen
| Deeltje           | Symbool   | Elementaire deeltjes    | Rustmassa (MeV/c2) | Isospin, I | Spin | Q (e) | S  | Gemiddelde levensduur (s) | Vervalt vaak naar             |
| ----------------- | --------- | ----------------------- | ------------------ | ---------- | ---- | ----- | -- | ------------------------- | ----------------------------- |
| Lambda            | Λ0        | up/down/strange         | 1115,683(6)        | 0          | 1/2  | 0     | −1 | 2,60·10-10                | π- + p of π0 + n              |
| Lambda resonantie | Λ(1405)   | up/down/strange         | 1405,1             | 0          | 1/2  | 0     | −1 |                           | Σ + π                         |
| Lambda resonantie | Λ(1520)   | up/down/strange         | 1519(1)            | 0          | 3/2  | 0     | −1 |                           | N + K of Σ + π of Λ + 2π      |
| Sigma             | Σ+        | up/up/strange           | 1189,37(7)         | 1          | 1/2  | +1    | −1 | (8,018 ±0,026)·10-11      | p+ + π0 of n0 + π+            |
| Sigma             | Σ0        | up/down/strange         | 1192,642(24)       | 1          | 1/2  | 0     | −1 | (7,4 ±0,7)·10-20          | Λ0 + γ                        |
| Sigma             | Σ-        | down/down/strange       | 1197,449(30)       | 1          | 1/2  | −1    | −1 | (1,479 ±0,011)·10-10      | n0 + π+                       |
| Sigma resonantie  | Σ*+(1385) | up/up/strange           | 1382,8(4)          | 1          | 3/2  | +1    | −1 |                           | Λ + π Σ + π                   |
| Sigma resonantie  | Σ*0(1385) | up/down/strange         | 1383,7±1,0         | 1          | 3/2  | 0     | −1 |                           | Λ + π of Σ + π                |
| Sigma resonantie  | Σ*-(1385) | down/down/strange       | 1387,2(5)          | 1          | 3/2  | −1    | −1 |                           | Λ + π of Σ + π                |
| Xi                | Ξ0        | up/strange/strange      | 1314,86(20)        | 1/2        | 1/2  | 0     | −2 | (2,90 ±0,09)·10-10        | Λ0 + π0                       |
| Xi                | Ξ-        | down/strange/strange    | 1321,71(7)         | 1/2        | 1/2  | −1    | −2 | (1639 ±0,015)·10-10       | Λ0 + π-                       |
| Xi resonantie     | Ξ*0(1530) | up/strange/strange      | 1531,80(32)        | 1/2        | 3/2  | 0     | −2 |                           | Ξ + π                         |
| Xi resonantie     | Ξ*-(1530) | down/strange/strange    | 1535,0(6)          | 1/2        | 3/2  | −1    | −2 |                           | Ξ + π                         |
| Omega             | Ω-        | strange/strange/strange | 1672,45(29)        | 0          | 3/2  | −1    | −3 | (8,21 ±0,011)·10-11       | Λ0 + K- of Ξ0 + π- of Ξ- + π0 |

## Ontstaan en verval
Dankzij de sterke kernkracht kunnen hyperonen geproduceerd worden in een uiterst korte fractie van een seconde, namelijk de tijd die nodig is om met de lichtsnelheid de diameter van een elementair deeltje af te leggen. Hun verval daarentegen (dat gebeurt door middel van de zwakke kernkracht) duurt miljarden malen langer.
Vanwege dit rare gedrag werden hyperonen, samen met nog andere deeltjes benoemd als vreemde deeltjes.